# Bloch MB.131
Bloch MB.130 a letouny od tohoto typu odvozené patřily do série francouzských průzkumných a bombardovacích letounů, které byly vyvinuty ve 30. letech 20. století. Letouny zažily omezenou službu na počátku 2. světové války, ale v porovnání s německou Luftwaffe byly v té době již zastaralé. Po pádu Francie v roce 1940 byly některé z nich zařazeny do služeb Luftwaffe.

## Vývoj a popis
Letoun MB.130 byl vyvinut v reakci na požadavek ze srpna 1933 francouzské Technické správy letectva (Service Technique de l’Aéronautique, zkratka: STAé), která spadala pod francouzské ministerstvo letectví (Ministére de l’Air), na čtyřmístný bojový letoun. Letoun měl být univerzální, schopný denního bombardování bez ochrany stíhačů, měl mít možnost působení v průzkumné roli a dokonce i v roli dálkového stíhacího letounu jako ochrana těžkých bombardérů. Letoun měl být schopen nést 500 až 1 000 kg bomb rychlostí 350 km/h ve výšce 4 000 m na vzdálenost 1 300 km. Společnost Bloch tedy postavila prototyp letounu MB.130A „Guynemer“. Letoun, pojmenovaný podle francouzského leteckého esa z 1. světové války Georgese Guynemera, byl archaického vzhledu, který nezapřel svou podobnost s dalšími stroji společnosti Bloch, například s letounem Bloch MB.200. Byl to celokovový, dvoumotorový, jednoplošný dolnoplošník s původně pevným kapotovaným, ale později zatahovacím podvozkem. Letoun poprvé vzlétnul 8. června 1934 ve Villacoublay.
Mimo letounu MB.130 se soutěže zúčastnily i stroje Amiot 144, Société Aérienne Bordelaise SAB-80, Potez 540, Farman F.420 a Breguet 460. Navzdory nepříliš oslnivým výkonům byl letoun vybrán jako vítěz a v říjnu 1935 bylo objednáno prvních 40 strojů. K pohonu stroje sloužily dva dvouhvězdicové čtrnáctiválcové motory Gnome-Rhône 14 Kdrs (559 kW). Po sérii prvních zkušebních letů byl letoun vybaven zatahovatelným podvozkem a motory Gnome-Rhône 14 Kirs-1/Kjrs-1 (640 kW). Takto upravený stroj dostal označení MB.130B a poprvé vzlétnul 3. dubna 1935. Čtyřmístný letoun byl vyzbrojen trojicí pohyblivých kulometů ráže 7,5 mm a měl nést až 1 000 kg leteckých pum. Ministerstvo letectví si však uvědomilo, že hranatý archaický stroj se slabými výkony nepřináší téměř nic nového, a proto objednávku brzy zrušilo. Prototyp letounu byl zničen při nehodě v roce 1937. Plánovaná verze s plováky a torpédy s označením MB.130M zůstala jen ve fázi projektu.
Společnost Avions Marcel Bloch však nechtěla přijít o státní zakázku, a proto na své náklady stroj podstatně přepracovala. Výsledkem byl vlastně úplně odlišný letoun označený MB.131. Letoun měl aerodynamicky vytříbenější dlouhý štíhlý trup se zapuštěnými hlavami nýtů, byla opuštěna koncepce aerodynamicky nevýhodných velkých střeleckých věží. Ještě nezalétaný prototyp byl poprvé předveden na pařížském aerosalonu v roce 1936. Byly postaveny dva prototypy. První z nich byl čtyřmístný MB.131-01 a poprvé vzlétnul 12. srpna 1936. Druhý z nich byl pětimístný MB.131-RB5-02, který vykonal svůj první let až 5. května 1937. Prototypy byly zpočátku vybaveny motory Gnome-Rhône 14K Mistral Major, ale později byly vybaveny motory Gnome-Rhône 14N-10/11 o výkonu 699 kW (950 k), které měly být i na sériových strojích.
K zahájení sériové výroby však vedla ještě dlouhá cesta. Vývoj a zkoušky prototypů vedly k celé řadě konstrukčních úprav. Byly podniknuty i pokusy se silnější obrannou výzbrojí pomocí leteckých kanónů ráže 20 mm. Tyto kanóny byly ale těžkopádné, a proto bylo přistoupeno k návratu k dobře ovladatelným, ale málo účinným kulometům ráže 7,5 mm. Jeden kulomet byl umístěn v přídi, druhý ve výstupku pod trupem a třetí ve hřbetní věžičce.
Na jaře 1937 byla sériová výroba zadána státní společnosti SNCASO. Tato společnost vznikla po znárodnění francouzského leteckého průmyslu a zahrnovala i původní společnosti Bloch a Blériot. Nejprve bylo vyrobeno 13 průzkumných strojů s označením MB.131-R4 pro dálkový strategický průzkum. První z nich poprvé vzlétnul v květnu 1938. Tyto letouny vybavené kamerami Labrely F30 a/nebo F50 dobře zapadaly do představ francouzské armády o roli letectva. Letectvo mělo zajišťovat hlavně průzkum pro vedení pozemních obranných bitev. Po vyrobení těchto čistě průzkumných strojů bylo vyrobeno 5 strojů označených MB.131-Ins se zdvojeným řízením, které byly určeny pro výcvik pilotů. Poté byla zahájena výroba více než stovky průzkumných a bombardovacích strojů MB.131-RB4. Letouny byly poháněny motory Gnome-Rhône 14N-10/11 s třílistými vrtulemi, které měly protiběžný chod pro usnadnění ovladatelnosti letounu. Podle některých zdrojů bylo vyrobeno 119 letounů MB.131-RB4. Další letouny (prototypy MB.131, 132 a 133) byly upraveny do standardu MB.131. Nakonec bylo včetně prototypů vyrobeno 142 strojů MB.131 všech verzí. K letectvu bylo dodáno celkem 141 strojů MB.131.
Dalším vývojem letounu vzniknul pokročilejší MB.133-RB4, který se od letounu MB.131 odlišoval zdvojenou svislou ocasní plochou. Toto řešení bylo zvoleno pro lepší ovladatelnost letounu a ke zvětšení střeleckého pole pro hřbetního střelce, který měl obsluhovat kanón ráže 20 mm. Jediný vyrobený prototyp MB.133-RB4-01 poprvé vzlétnul 1. října 1937, přičemž byl poháněn motory Hispano-Suiza 14 A12/13 s výkonem 735 kW (1 000 k). Během zkoušek si letoun vedl dobře. Byl lepší a rychlejší než původní MB.131, ale v té době se na scéně objevily podstatně lepší stroje, jako byl například Lioré-et-Olivier LeO.451, a proto byl vývoj stroje MB.133 ukončen. Letoun byl později přestavěn do standardu MB.131.
V roce 1936 vypsala francouzská Technická správa letectva požadavek na nový čtyřmístný bombardér (kategorie B4). Nedostatek velkých silných motorů vedl k tomu, že bylo uvažováno o čtyřmotorovém stroji. Všechny střelecké věžičky měly být nahrazeny kulomety střílejícími okénky. Letoun měl unést 1 500 kg bomb (největší bomba měla mít hmotnost 200 kg), přičemž měl mít dolet 2 200 kg s 800 kg bomb. V reakci na tyto požadavky začal Blochova konstrukční kancelář pracující pro SNCASO pracovat na dvou modelech. Jeden měl mít dva a druhý čtyři motory. Dvoumotorová verze dostala označení MB.134 a čtyřmotorová verze byla označena MB.135.
První projekt předpokládal výrobu nového křídla, zdvojené svislé ocasní plochy a pohon dvojicí motorů Gnome-Rhône 14 P (919 kW, 1 250 k). Letoun MB.134-01 byl nakonec vybaven motory Gnome-Rhône 14 N48/49 (747 kW, 1 015 k), poprvé vzlétnul 22. července 1939, ale byl těžce poškozen při nehodě během přistání 21. dubna 1940.
Ve stejné době byla postavena i čtyřmotorová verze MB.135-01. Letoun měl stejný trup jako MB.134. Křídlo bylo podobné, upravené pro čtveřici motorů Gnome-Rhône 14M 4/5 (522 kW, 710 k) a později 6/7. Pumovnice mohla pojmout až 1 350 kg bomb. Letoun poprvé vzlétnul 12. ledna 1939. Navzdory slibným výkonům a výborné ovladatelnosti se letoun nedostal do sériové výroby.

## Operační historie

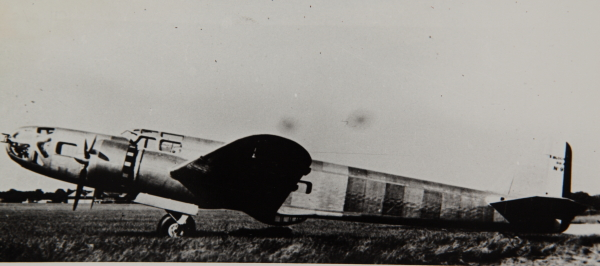
Bloch MB.131

Letouny vstoupily do služby v červnu 1938 u sedmi průzkumných skupin (Groupe de Reconnaissance) – šest v kontinentální Francii a jedna v severní Africe. Po vypuknutí 2. světové války v období tzv. „podivné války“ Francie bohužel nasadila stroje k průzkumu nad západními oblastmi Německa za dne. To byla vážná chyba, protože pomalé stroje byly snadnou kořistí moderních německých stíhaček. Jednotky utrpěly ztráty, a proto jim bylo od října 1939 nařízeno operovat jen v noci. Během těchto letů dokázaly proniknout hluboko do německého území. V květnu 1940 již byly všechny jednotky ve Francii přezbrojeny hlavně letouny Potez 63.11, přičemž původní stroje MB.131 sloužily nadále jen v Africe. K 10. květnu 1940 sloužilo u průzkumných skupin ještě 35 letounů MB.131 a dalších 64 se nacházelo u cvičných jednotek. Od 3. září 1939 do 24. června 1940 bylo ztraceno 8 letounů (4 sestřeleny, 4 zničeny při nehodách), přičemž zahynulo 10 mužů.
Po skončení bitvy o Francii zůstalo 53 letounů ve vlastnictví vlády ve Vichy. Byly používány k vlekání cvičných terčů a k dalším pomocným účelům. 21 letounů bylo ukořistěno Němci ve špatném stavu. Některé letouny Němci zřejmě používali k pomocným účelům, zbylé letouny byly sešrotovány.

## Varianty

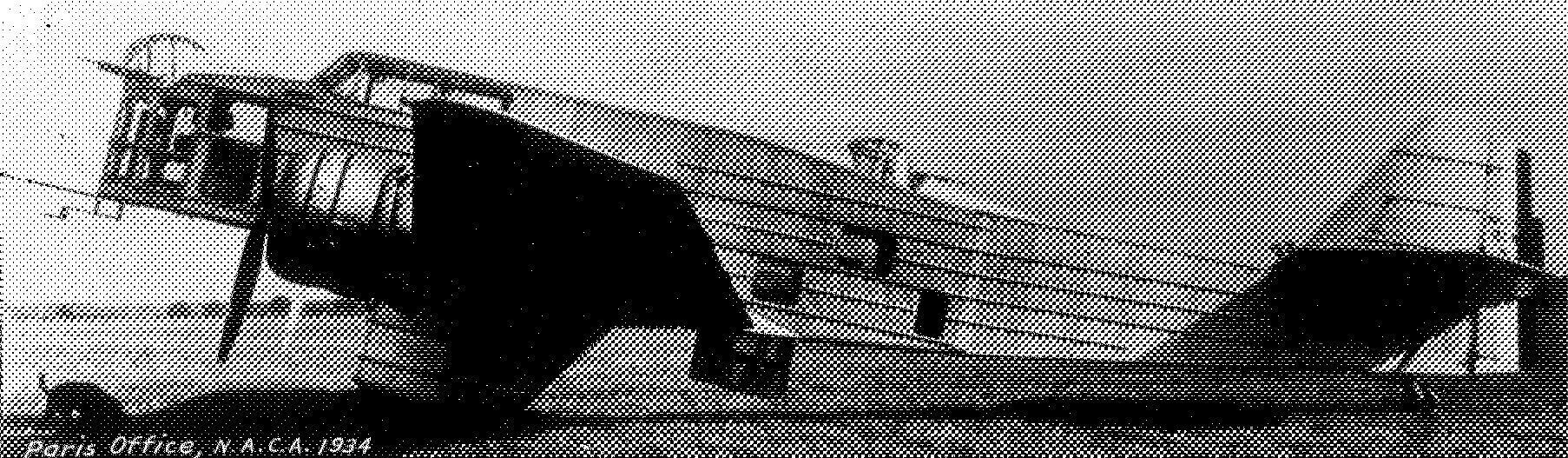
Bloch MB.130.01

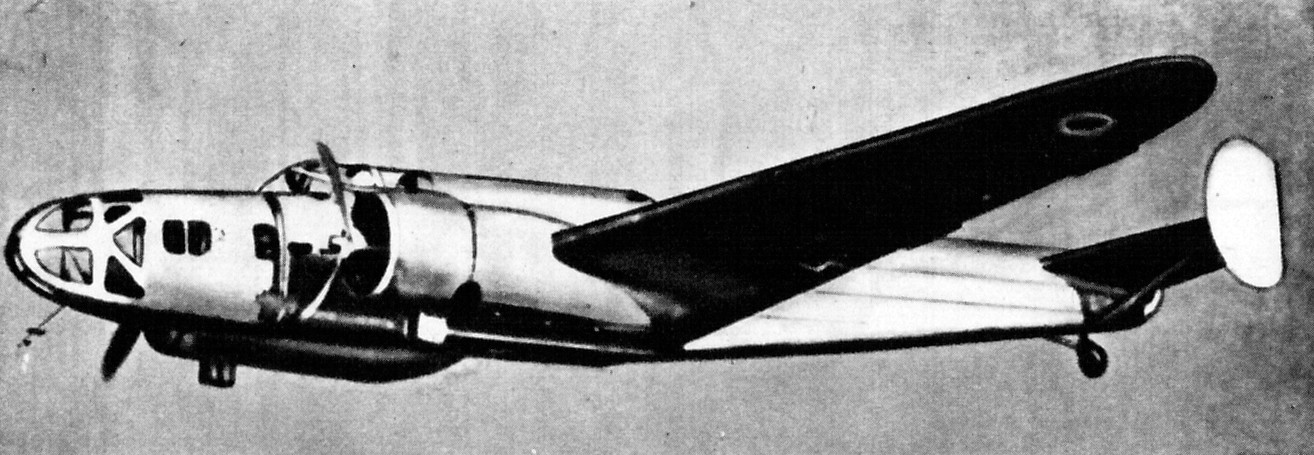
Bloch MB.133

MB.130A-01 Guynemer
První prototyp s dvojicí motorů Gnome-Rhône 14Kdrs (559 kW, 760 k). První let 8. června 1934. Postaven 1 letoun.
MB.130B
Upravený prototyp s motory dvojicí motorů Gnome-Rhône 14 Kirs-1/Kjrs-1 (640 kW, 870 k). První let 3. dubna 1935. Přestavěn 1 letoun z prototypu MB.130A-01. Letoun byl zničen v roce 1937.
MB.130M
Projekt obojživelné verze letounu MB.130 s plováky s motory Gnome-Rhône 14Kdrs (559 kW, 760 k). Projekt nebyl realizován.
MB.131-01
První čtyřmístný prototyp s dvojicí motorů Gnome-Rhône 14K Mistral Major a později Gnome-Rhône 14N-10/11 (699 kW, 950 k). První let 12. srpna 1936. Postaven 1 letoun.
MB.131-02
Druhý pětimístný prototyp poháněný motory Gnome-Rhône 14K Mistral Major a později Gnome-Rhône 14N-10/11 (699 kW, 950 k). Na letounu byla provedena postupně celá řada vývojových změn. První let 5. května 1937. Postaven 1 letoun, který byl později přestavěn na verzi MB.131-Ins.
MB.131-R4
Verze pro dálkový strategický průzkum. Postaveno 13 strojů.
MB.131-Ins
Verze se zdvojeným řízením pro výcvik pilotů. Postaveno 5 strojů a 1 stroj přestavěn z prototypu MB.131-02.
MB.131-RB4
Čtyřmístný průzkumný a bombardovací letoun. Letoun měl vnitřní pumovnici a upravené vybavení. Bylo postaveno 119 strojů.
MB.132
Plánovaná verze letounu s motory Hispano-Suiza 14 Aa (471 kW, 940 k). Nebyla postavena.
MB.133
Prototyp letounu se zdvojenou svislou ocasní plochou a motory Hispano-Suiza 14 12/13 s výkonem 735 kW (1 000 k). První let 1. října 1937. Postaven 1 stroj, který byl přestavěn do verze MB.131-RB4.
MB.134
Prototyp s dvojicí motorů Gnome-Rhône 14 N48/49 s výkonem 747 kW (1 015 k). První let 22. července 1939. Postaven 1 stroj.
MB.135
Prototyp se čtveřicí motorů Gnome-Rhône 14 M4/5 (později 6/7) výkonem 522 kW (710 k). První let 12. ledna 1939. Postaven 1 stroj.
MB.136
Projekt plovákové verze letounu MB.134. Nebyl realizován.

## Specifikace (MB.131-RB4)
Technické údaje pocházejí z publikací „War Planes of the Second World War: Volume Seven Bombers and Reconnaissance Aircraft“ a „Letadla 1939–45: Stíhací a bombardovací letadla Francie a Polska“.

### Technické údaje

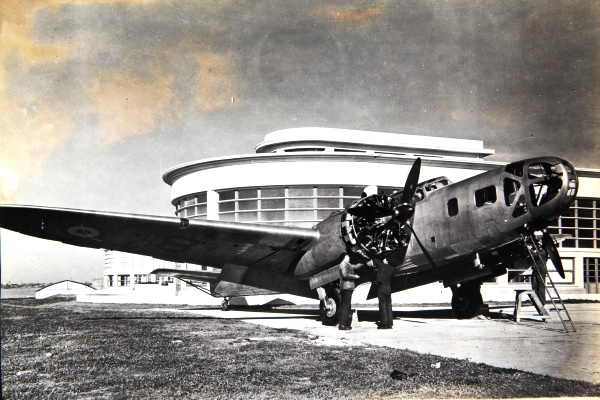
Bloch MB.131

- Posádka: 4 (pilot, bombometčík/pozorovatel, radiotelegrafista, palubní střelec)
- Rozpětí: 20,27 m
- Délka: 17,85 m
- Výška: 4,09 m
- Nosná plocha: 54,0 m²
- Plošné zatížení: 159 kg/m²
- Prázdná hmotnost: 4 695 kg
- Max. vzletová hmotnost: 8 610 kg
- Pohonná jednotka: 2× hvězdicový motor Gnome-Rhône 14N-10/11
- Výkon pohonné jednotky: 950 k (699 kW)

### Výkony
- Cestovní rychlost: 270 km/h (168 mph) ve výšce 3 750 m (12 300 stop)
- Maximální rychlost: 350 km/h (217 mph) ve výšce 3 750 m (12 300 stop)
- Dolet: 998 km
- Maximální dolet: 1 300 km
- Dostup: 7 250 m (23 785 stop)
- Výstup do 4 000 m: 13 minut

### Výzbroj
- 3× kulomet MAC 1934 ráže 7,5 mm
- 4× 200 kg bomb nebo 6× 100 kg bomb nebo 8× 50 kg bomb nebo 64× 10 kg bomb

## Uživatelé
Francie
- Francouzské letectvo – používalo 141 letounů.
- Letectvo vichistické Francie – používalo několik letounů k pomocným účelům.

 Německo
- Luftwaffe – používalo některé ukořistěné stroje k pomocným účelům.